# Rząd Narodowy (Karola Majewskiego)
Rząd Narodowy Karola Majewskiego – naczelny organ władz powstania styczniowego od 14 czerwca do 17 września 1863.

## Utworzenie
Powstał po upadku Rządu Narodowego tzw. czerwonych prawników. 14 czerwca Karol Majewski, który przejął kontrolę nad Kasą Główną Królestwa Polskiego, zdeponowaną w Banku Polskim przejął pieczęcie powstańcze (co równoznaczne było z przejęciem władzy) i utworzył nowy Rząd Narodowy. W skład koalicyjnego rządu weszli przedstawiciele stronnictwa białych, czerwonych i zwolennicy gen. Ludwika Mierosławskiego.

## Działalność
Nowy Rząd Narodowy stworzył sieć struktur podziemnego państwa polskiego. Zbierał się codziennie na sesje w Warszawie. Rozpatrywał sprawy napływające z wydziałów: spraw wewnętrznych, skarbu, wojny, prasy spraw zagranicznych, prowincji (później wydziału policji). Centralnym organem koordynującym obieg pism rządowych był Sekretariat Stanu. Sekretariatowi podlegała Ekspedytura, zapewniająca łączność władz centralnych z terenem. 
W skład warszawskiej organizacji miejskiej wchodziły wydziały, podzielone na okręgi, które z kolei podzielone były na około 200 sekcji. Stworzono policję narodową, zajmującą się kontrwywiadem. Istniała żandarmeria osłaniająca władze narodowe, kasa miejska, komisja  weryfikacyjna do spraw podatkowych. Czynna był organizacja kobieca tzw. piątek, zajmująca się opieką społeczną. 
Stworzono też sieć organizatorów wojewódzkich, powiatowych i okręgowych podległych Wydziałowi Wojny, pośredniczących pomiędzy administracją cywilną a naczelnikami wojskowymi województw i poszczególnych oddziałów. W końcu sierpnia rząd ogłosił nową ustawę administracyjną. Wprowadzono pięć szczebli administracyjnych, obsadzanych mianowanymi urzędnikami: wieś-parafia-okręg-powiat-województwo. Naczelnikom parafii powierzono powołanie organizacji dziesiątek i setek, obejmujących całą ludność męską zdolną do noszenia broni. 
Podstawą finansową powstania był podatek ofiary narodowej, ściągany przez Rząd Narodowy od obywateli posiadaczy lub rozporządzających stałym dochodem. W lipcu rozpisano pięcioprocentową pożyczkę narodową na sumę 40 mln zł. Na rzecz powstania spływały też składki i ofiary z zagranicy.
Ze zgromadzonych funduszy finansowano przede wszystkim ekwipunek i utrzymanie oddziałów powstańczych. Za granicą nabyto ok. 200 tysięcy karabinów.
Organem prasowym rządu było pismo Niepodległość, wychodzące w nakładzie 10 tysięcy egzemplarzy.

## Upadek
We wrześniu 1863 nastąpiła stopniowa dekompozycja rządu spowodowana klęskami militarnymi, nasilającym się terrorem władz rosyjskich i rosnącą opozycją czerwonych. 17 września Karol Majewski wynegocjował oddanie sterów powstania Franciszkowi Dobrowolskiemu. Powstał nowy Rząd Narodowy.

## Skład
- Karol Majewski, przewodniczący
- Oskar Awejde, p.o. dyrektora Wydziału Prowincji (od lipca 1863)
- Marian Karol Dubiecki, sekretarz Rusi
- Władysław Gołemberski
- Józef Grabowski
- Eugeniusz Dębiński-Kaczkowski, dyrektor Wydziału Wojny
- Józef Kajetan Janowski, dyrektor Wydziału Prasy, sekretarz stanu
- Henryk Krajewski, dyrektor Wydziału Spraw Zagranicznych
- Rafał Krajewski, dyrektor Wydziału Spraw Wewnętrznych (od połowy lipca 1863)
- Stanisław Krzemiński
- Stosław Łaguna, dyrektor Wydziału Spraw Wewnętrznych (do połowy lipca 1863)
- Włodzimierz Milowicz
- Adolf Pieńkowski, dyrektor Wydziału Policji
- Wacław Przybylski, dyrektor Wydziału Prasy, sekretarz Litwy
- Dionizy Skarżyński, dyrektor Wydziału Skarbu